# Dana Ivey
Dana Robins Ivey (Atlanta, 12 de agosto de 1941) é uma atriz norte-americana indicada cinco vezes ao Prêmio Tony por seu trabalho na Broadway. Em 1997, Dana também ganhou o prêmio  Drama Desk Award de Melhor Atriz em destaque por seus trabalhos nas peças Sex and Longing e The Last Night of Ballyhoo. Ela é mais conhecida por suas atuações e participações  em filmes como A Cor Púrpura (1985), Dirty Rotten Scoundrels (filme) (1988), A Família Addams (1991), Home Alone 2: Lost in New York (1992), The Addams Family 2 (1993), Two Weeks Notice (2002), Legally Blonde 2 (2003), Rush Hour 3 (2007) e The Help (2011).

## Biografia
Ivey nasceu em Atlanta, Geórgia. Sua mãe, Mary Nell Ivey Santacroce (née McKoin), foi professora, fonoaudióloga e atriz que participou de produções de Driving Miss Daisy e lecionou na Georgia State University, sendo considerada por John Huston como "uma das três ou quatro maiores atrizes do mundo". O pai de Dana, Hugh Daugherty Ivey, foi um físico e professor que lecionou na Georgia Tech e mais tarde trabalhou na Atomic Energy. Seus pais, depois, se divorciaram. Ela tem um irmão mais novo, John, e um meio-irmão, Eric Santacroce, do novo casamento de sua mãe com Dante Santacroce.
Ela recebeu seu diploma de graduação no Rollins College em Winter Park, Flórida, e recebeu uma bolsa da Fulbright para estudar teatro na Academia de Música e Arte Dramática de Londres. Ela recebeu um doutorado honorário (Humane Letters) do Rollins College em fevereiro de 2008. 
O primeiro trabalho de Ivey foi aos 16 anos, na Davison's, uma loja de departamentos em Atlanta. Com o dinheiro, ela comprou uma guitarra e abriu uma conta bancária para suas economias.

## Trabalhos na Broadway
- Present Laughter (1983)
- Heartbreak House (1984)
- Sunday in the Park with George (1984)
- Pack of Lies (1985)
- The Marriage of Figaro (1985)
- The Last Night of Ballyhoo (1997)
- Waiting in the Wings (1999/2000)
- Major Barbara (2001)
- Henry IV (2003)
- A Day in the Death of Joe Egg (2003)
- The Rivals (2005)
- Butley (2006)
- The Importance of Being Earnest (2011)